# 车策
车策，湖南邵阳人，是一名清朝政治人物。
车策曾于1756年接替李希舜任上海县知县一职，1756年由龙灿岷接任。